# Templon

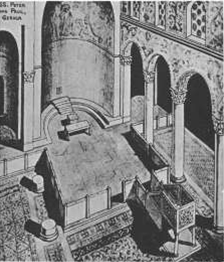
Rekonstruktionsversuch der Kirche St. Peter und Paul in Gerasa (1907)

Templon (τέμπλον) bezeichnet die Abschrankung des Naos vom Allerheiligsten, dem Bereich des Altarraums, vor allem in byzantinischen Kirchen. Aus dieser Schrankenanlage mit Säulen und Architrav entwickelte sich die Ikonostase.